# Aleuropleurocelus nigrans
Aleuropleurocelus nigrans là một loài côn trùng cánh nửa trong họ Aleyrodidae, phân họ Aleyrodinae.
Aleuropleurocelus nigrans được Bemis miêu tả khoa học đầu tiên năm 1904.